# سنیاد ایبریچیچ
سنیاد ایبریچیچ یا ایبرو
(به بوسنیایی: Senijad Ibričić) (زاده ۲۶ سپتامبر ۱۹۸۵ در کوتور واروس) بازیکن فوتبال اهل بوسنی و هرزگوین است.

## فوتبال باشگاهی

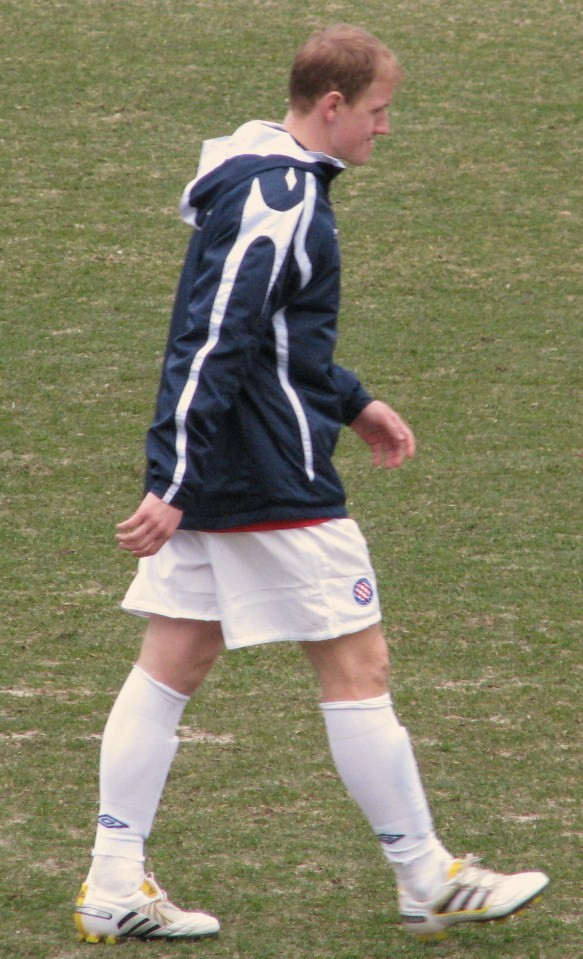
ایبرو درمحل تمرین تیم ملی فوتبال بوسنی و هرزگوین

### ان.کی زاگرب
بعد از یک فصل درخشش در فوتبال بوسنی، ایبریچیچ به عنوان هافبک چپ جذب تیم فوتبال ان.کی زاگرب شد و با بازی‌های درخشانش نظر باشگاه‌های بزرگ را جذب کرد تا در سال ۲۰۰۸ با رقم قابل توجه ۱.۸ میلیون یورو به هایدوک اسپلیت بپیوندد و تبدیل به گران قیمت‌ترین بازیکن فصل شود.

### هایدوک اسپلیت
در آوریل ۲۰۱۰، ایبریچیچ در مقابل دینامو زاگرب، بزرگترین رقیب هایدوک به میدان رفت و به رقیب گل زد، این گل هایدوک را به فینال جام کرواسی برد و در فینال با به ثمر رساندن دو گل با هر دو پایش هایدوک را به اولین قهرمانی‌اش رساند.. او فصل ۱۰-۲۰۰۹ را با به ثمر رساندن ۱۷ گل به پایان برد و بعد از داور ووگرینتس در مقام دوم جدول گل‌زنان لیگ کرواسی قرار گیرد. وی با کسب اکثریت آرا موفق به دریافت تی‌شرت زرد در فصل ۱۰-۲۰۰۹ شد. جایزه تی‌شرت زرد که از سال ۱۹۵۲ طراحی و آغاز شده‌است همه ساله از سوی روزنامه‌نگاران ورزشی به بهترین بازیک فوتبال کرواسی در طول یک فصل تعلق می‌گیرد. این اولین بار از سال ۱۹۹۲ بود که یک بازیکن از تیم هایدوک موفق به دریافت این جایزه شده بود. او همچینین در همین فصل، از طرف هواداران به عنوان بهترین بازیکن تیم انتخاب شد و لقب «قلب هایدوک» را گرفت.
در اوت ۲۰۱۰ در حالی که از باشگاه گالاتاسارای پیشنهادهایی داشت، نشریه‌ها گزارش کردند که باشگاه غازی عینتاب‌اسپور مبلغ €۶.۵ میلیون یورو برای در اختیار گرفتن این بازیکن به یاشگاه هایدوک پیشنهاد کرده است. , اما این پیشنهاد رد شد، مدیر عامل یاشگاه هایدوک، یوسکو اسواگوشا اعلام کرد که حداقل رقم این انتقال باید ۱۰ میلیون یورو باشد.

### لوکوموتیو مسکو
در ۱۳ ژانویه ۲۰۱۱ او به باشگاه روسی لوکوموتیو مسکو منتقل شد. که این انتقال با هزینه ۷ میلیون یورو انجام گرفت و قرار شد هایدوک از انتقال بعدی ایبریچ نیز ۲۰ درصد سهم داشته باشد. او اولین گل خود برای لوکوموتیو را از روی نقطه پنالتی و در مقابل کوبان کراسنودر به ثمر رساند.

### غازی عینتاب‌اسپور
در ۳۱ ژوئن ۲۰۱۲ به صورت قرضی به غازی عینتاب‌اسپور منتقل شد و در ۱۳ بازی ای که برای این تیم در سوپر لیگ ترکیه به میدان رفت موفق شد تا دوبار دروازه حریفان را باز کند.

### قاسم پاشا اسپور
در ۴ ژانویه ۲۰۱۳، ایبریچیچ به صورت قرضی به قاسم پاشا نقل مکان کرد.

### قیصریه ارکی‌اسپور
در ۲۶ اوت ۲۰۱۳، با امضای قراردادی سه ساله به ارکی‌اسپور پیوست.

### واردار
در نهم فوریه ۲۰۱۵، ایبریچیچ به واردار مقدونیه پیوست. در ۱۵ مارس همان سال موفق شد تا اولین گل خود را برای باشگاه جدیدش از روی نقطه پنالتی و در سومین بازی‌اش در مقابل تیم تورنوو به ثمر به رساند.

### سپاهان
در ۱۷ دی ماه ۱۳۹۴، ایبریچیچ برای نیم فصل به سپاهان پیوست.

## فوتبال ملی
ایبریچ اولین بار توسط مربی سابقش در ان.کی زاگرب، میرسلاو بلاژویچ به تیم ملی تازه تأسیس بوسنی و هرزگوین دعوت شد. او در هر ۱۲ بازی مقدمانی جام جهانی فوتبال ۲۰۱۰ برای تیم‌اش به میدان رفت (۱۰ بازی گروهی و دو بازی حذفی). او اولین گل ملی‌اش را در بازی دوستانه‌ای در مقابل بلغارستان به ثمر رساند. او در بازی پر گل مقابل استونی که در شهر زنیتسا برگزار شد، هفتمین گل تیم‌اش را به ثمر رساند. سرانجم در ۲۱ ژوئن ۲۰۱۴ از فوتبال ملی خداحافظی کرد.

## See also
- تیم ملی فوتبال بوسنی و هرزگوین